# Élection du président de la Confédération suisse de 2011
L'élection du président de la Confédération suisse de 2011, est un scrutin au suffrage indirect visant à élire le président de la Confédération suisse pour l'année 2012.
Le 14 décembre 2011, Eveline Widmer-Schlumpf (PBD) est élue présidente avec 174 voix sur 240 bulletins valables par l'assemblée fédérale.

## Déroulement

### Processus électoral
Le président de la Confédération est élu par l'Assemblée fédérale, réunissant le Conseil national et le Conseil des États, parmi les membres du Conseil fédéral le deuxième mercredi de la session d'hiver.
Son mandat dure un an et correspond à l'année civile (du 1er janvier au 31 décembre). Il n'est pas immédiatement rééligible, y compris à la vice-présidence du Conseil fédéral, mais peut remplir plusieurs mandats non successifs,.

### Élection
Le 14 décembre 2011, par 174 voix sur 240 bulletins valables, Eveline Widmer-Schlumpf, du PBD, est élue présidente de la Confédération pour l'année suivante. 